# Chirothecia botucatuensis
Chirothecia botucatuensis is een spinnensoort in de taxonomische indeling van de springspinnen (Salticidae).
Het dier behoort tot het geslacht Chirothecia. De wetenschappelijke naam van de soort werd voor het eerst geldig gepubliceerd in 1980 door Bauab.